# Vinica (Črnomelj)
Vinica je vesnice na levém břehu řeky Kupy v občině Črnomelj v oblasti Bílá krajina v Jihovýchodním slovinském regionu ve Slovinsku, na hranici s Chorvatskem.
Oblast je součástí tradičního regionu Dolní Kraňsko (Vindická marka) a nyní je zahrnuta do statistického regionu Jihovýchodní Slovinsko.

## Historie a vývoj
Až do územní reorganizace ve Slovinsku byla Vinica součástí města Črnomelj.
Místní farní kostel je zasvěcen Svatému kříži (viz Povýšení svatého Kříže) a patří do římskokatolické diecéze Novo Mesto. Byl postaven na počátku 16. století, ale za svou současnou barokní podobu vděčí velké přestavbě v první polovině 18. století.
Vinica je rodištěm slovinského básníka, překladatele a dramatika Otona Župančiče. Dům, ve kterém se v roce 1878 narodil, vyhořel při požáru v roce 1888, ale v roce 1951 bylo v budově, která jej nahradila, zřízeno malé muzeum tohoto slovinského básníka. V posledních letech bylo muzeum rozšířeno. Horní patro muzea je věnováno významným osobnostem z oblasti Bílé Krajiny.

## Osobnosti
- Oton Župančič (1878–1949)
- Oton Berkopec (1906–1988)

## Populace
Při sčítání v roce 2021 měla Vinica 253 obyvatel.
| Obyvatelstvo podle sčítání | Obyvatelstvo podle sčítání | Obyvatelstvo podle sčítání | Obyvatelstvo podle sčítání | Obyvatelstvo podle sčítání | Obyvatelstvo podle sčítání | Obyvatelstvo podle sčítání | Obyvatelstvo podle sčítání | Obyvatelstvo podle sčítání | Obyvatelstvo podle sčítání | Obyvatelstvo podle sčítání | Obyvatelstvo podle sčítání | Obyvatelstvo podle sčítání |
| -------------------------- | -------------------------- | -------------------------- | -------------------------- | -------------------------- | -------------------------- | -------------------------- | -------------------------- | -------------------------- | -------------------------- | -------------------------- | -------------------------- | -------------------------- |
| 1991                       | 2002                       | 2011                       | 2012                       | 2013                       | 2014                       | 2015                       | 2016                       | 2017                       | 2018                       | 2019                       | 2020                       | 2021                       |
| 224                        | 210                        | 241                        | 245                        | 236                        | 228                        | 235                        | 238                        | 236                        | 243                        | 244                        | 249                        | 253                        |

Poznámka: V roce 2017 proběhla malá výměna území mezi osadami Podklanec a Vinica.

## Galerie

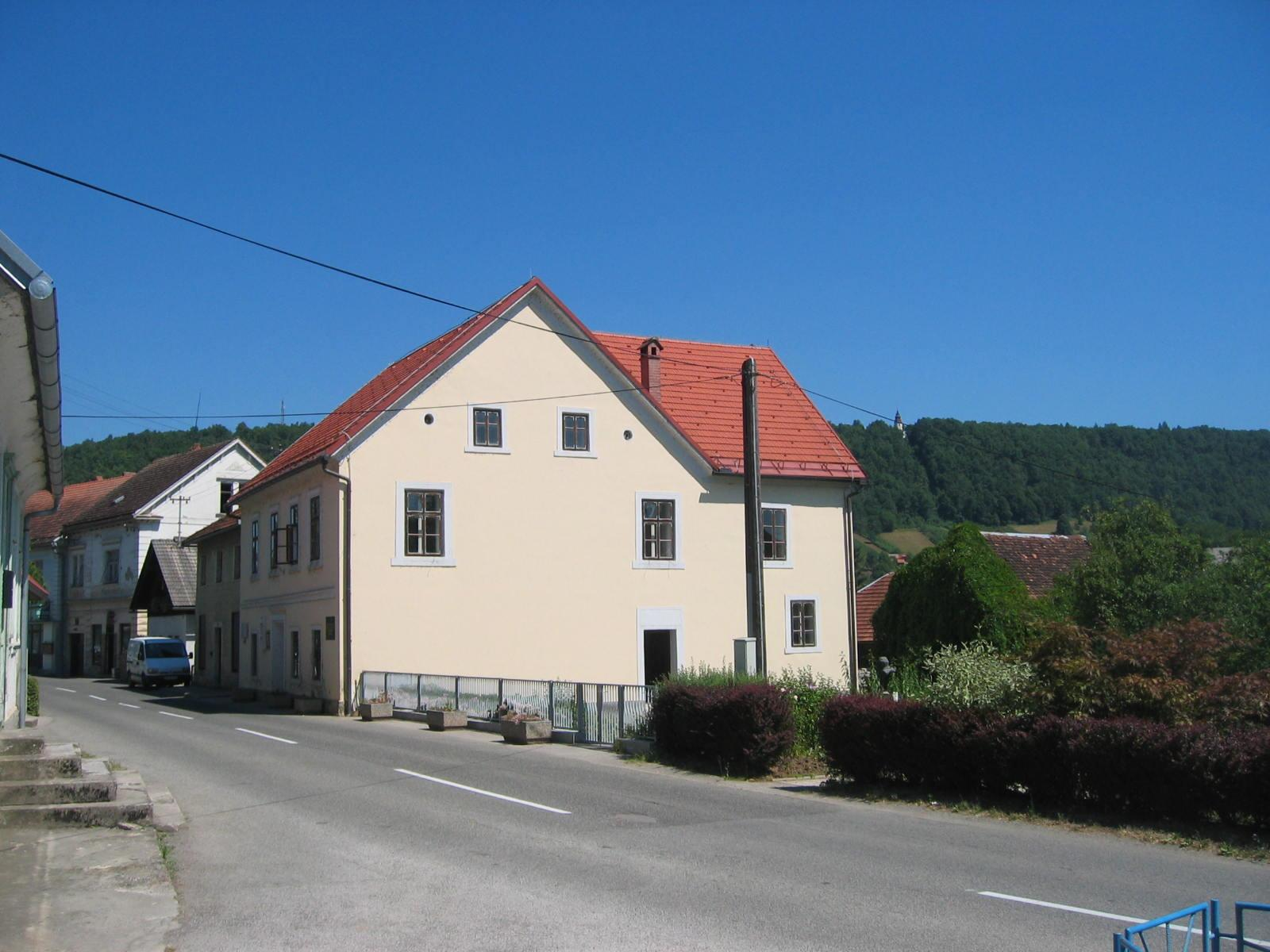
Vinica, rodiště spisovatele Otona Župančiče
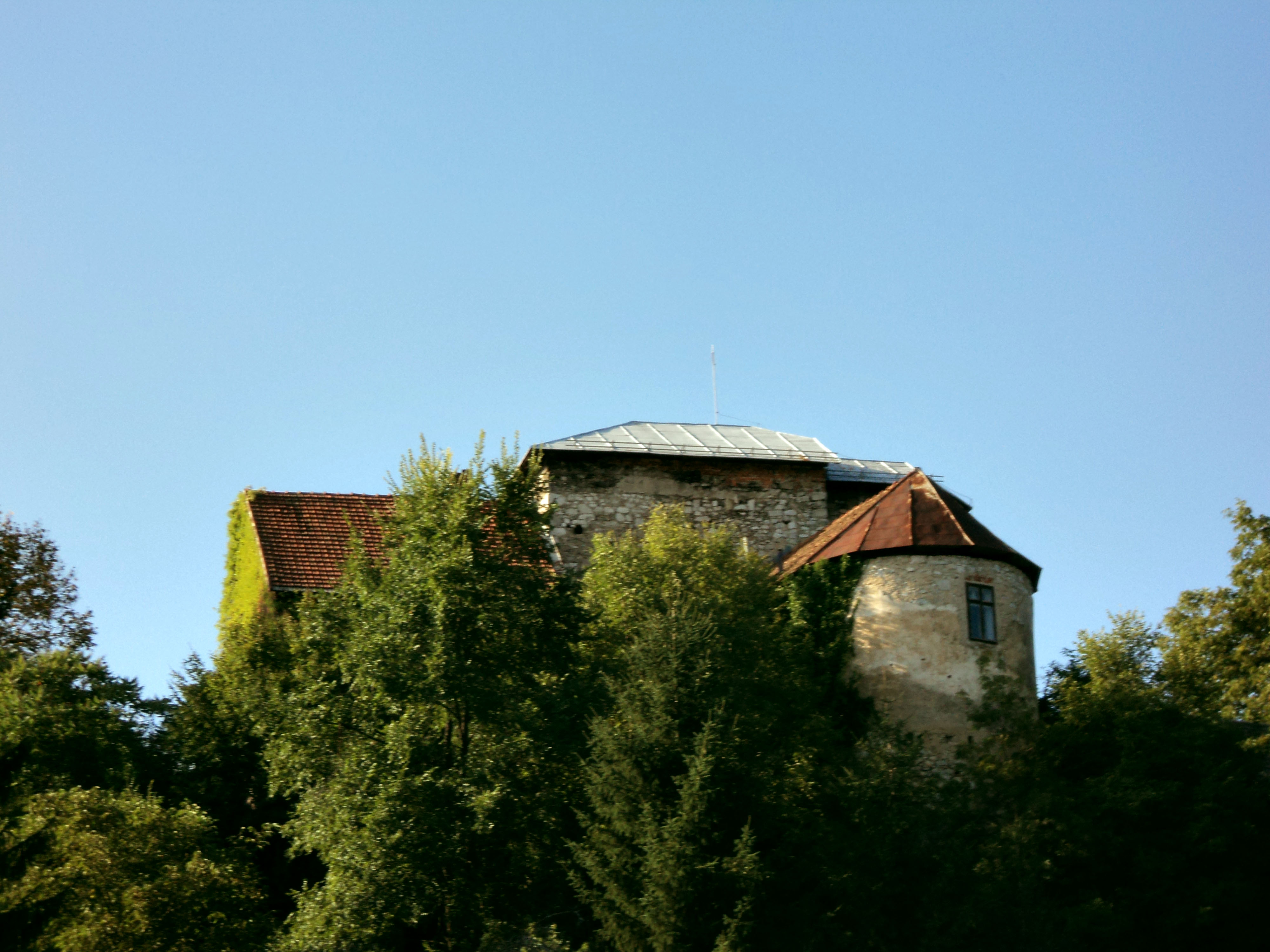
Hrad
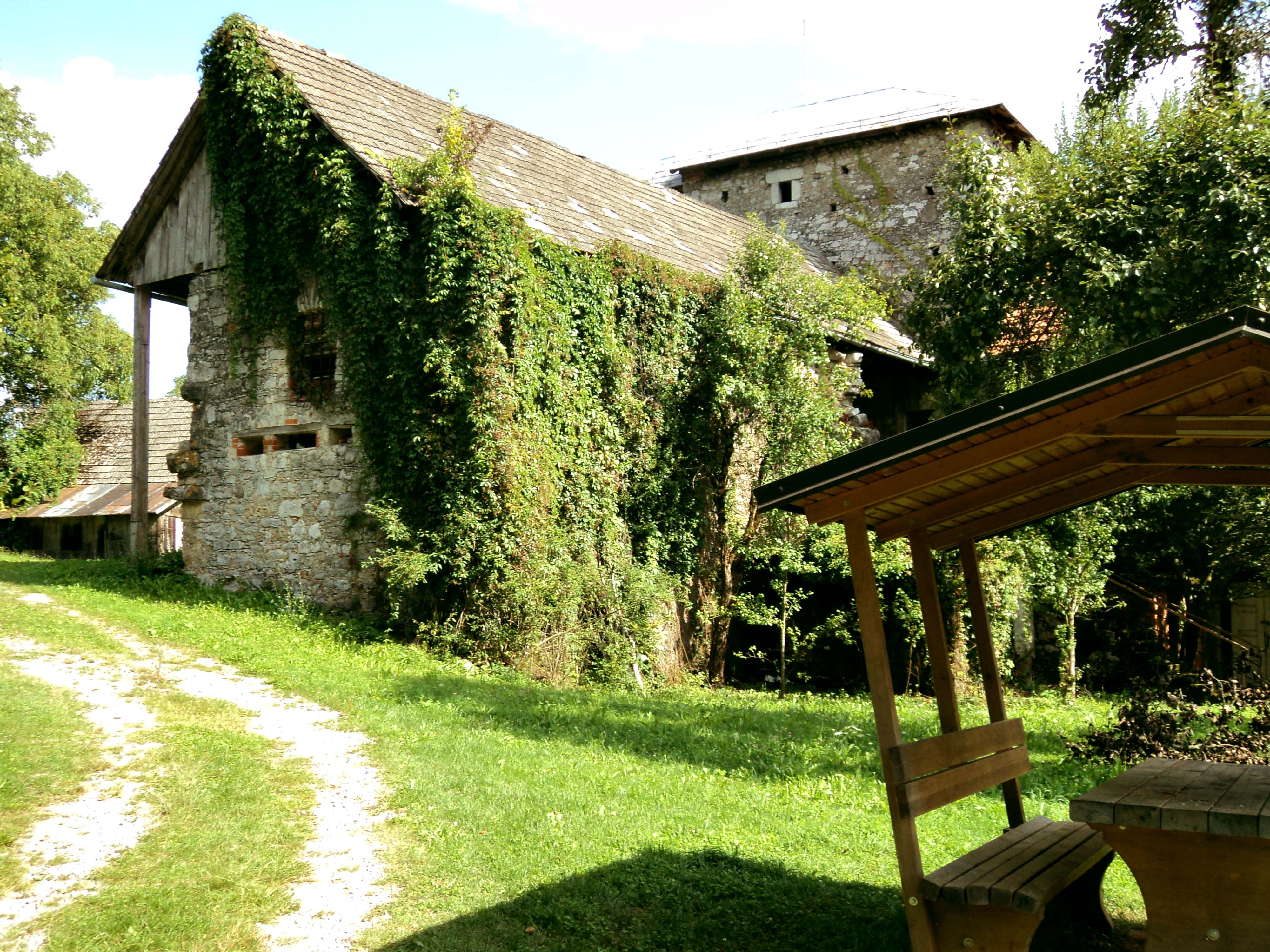
Hrad